# 絲襪小姐
絲襪小姐（Miss Stocking）是臺灣樂團，成軍於2004年，獨立樂團出身，2008年簽約注意有限公司，踏上主流唱片市場。現為四人編制小樂隊，主唱 小龜、貝斯手 DUDU、電吉他手小白、鼓手Zen。自稱清新花草悲傷民謠俗氣龐克團，曲風難以定義。虽然名为丝袜小姐，但其实只有小龟一人是女性。

## 樂團歷史

### 成立
小龜大學一年級時，和班上同學組了一個樂團，並跟隨學長DUDU老師上過一堂課電貝斯。之后两人便开始组建乐团。後來應老諾的邀請要發合輯，需要有團名，於是小龜跟嘟嘟各自亂取的40個字詞，從中選出了大約5個團名，經過投票，一致贊成以絲襪小姐作為團名。後來有想過改團名，卻不了了之。

### 加入注意公司
2008年開始跟注意有限公司合作發專輯，推出了兩張EP《下雨的墾丁》(2009年4月)、《去旅行》(2009年8月)和一張專輯《就等故事都經過》(2010年4月)。發行專輯後，開始密集的參加宣傳活動，也準備把整張專輯的歌都拍成MV。目前完成的MV有去旅行、In the end、心裡的魔鬼、傻爛Q行星的寂寞運轉、我家也有綠油精、國王操場。

## 成員
丝袜小姐的成员经过诸多变多后，逐渐形成如今的四人乐团模式。

### 現任
- 小龜：主唱兼木吉他手。本名詹正筠，1981年10月29日出生，畢業於東海大學美術系。小龜是絲襪小姐的創團人之一，至發行專輯《就等故事都經過》時，絲襪小姐的曲子都是由小龜創作。
- DUDU：貝斯手。本名吳雋然，1977年4月21日出生，肄業於東海大學美術系。DUDU是絲襪小姐的創團人之一，除了彈貝斯外，也會跟小龜合唱，或是現場表演時當合音。
- Zen：鼓手。本名錢煒安，又名錢員外，生日是3月20日，Zen於2009年10月加入絲襪小姐，同時也是八厘米天空（8mm sky）的成員，亦開設了一間錄音室112F Studio。Zen的加入讓絲襪小姐團結了起來。
- 小白：電吉他手。本名黃建勳，又名昆蟲白 ，1976年7月28日出生，小白剛退伍時，在草地音樂節絲襪小姐送了一張EP給他聽，聽了之後滿喜歡絲襪小姐的音樂，後來絲襪小姐找他當客席樂手，合了幾場後，2007年2月正式加入絲襪小姐。小白同時也是甜梅號 的電吉他手，也是創作電影刺青 的配樂者之一。

### 歷任
- Arny
- Riecky
- 捷任
- 孟諺
- 小尾

## 發行專輯
2004年
- 《浮現》合輯（收錄歌曲Solitude自製MV）（老諾發行）

2005年
- 《我會在那裡跟你說再見》EP（村山小學發行）
- 《葛洛力與他的芭啦友們》合輯（收錄歌曲 little cake）（豬本主義唱片發行）

2007年
- 《去旅行》現場紀念手作專輯live album（村山小學發行）
- 《小草地同學會》合輯（收錄歌曲夢見VIA）（默契音樂發行）

2009年
- 《下雨的墾丁》EP 2009年（注意音樂發行）
- 《去旅行》EP 2009年（注意音樂發行）

2010年
- 《就等故事都經過》專輯（注意音樂發行）

## 年表
2003年
- 12月：由詹正筠（小龜，主唱兼木吉他手）和吳雋然（Dudu，Bass手）組成雛形

2004年
- 1月：參與《浮現合輯》，收錄曲目《Solitude》之MV，並參與專輯發行之宣傳活動
- 3月：929樂團主唱吳志寧加入絲襪小姐，擔任吉他手及合音
- 3月：錄製第一張手工Demo，限量50張，目前已絕版
- 4月：春天吶喊演出
- 4月：Cat Power（貓女魔力）來台演出，擔任台中場暖場嘉賓
- 7月：參與合輯《葛洛力的巴拉友》，收錄曲目Little Cake
- 8月：海洋音樂祭 熱浪舞台表演

2005年
- 3月：以絲襪小姐名義成立《村山小學設計工作室》
- 4月：發行《我會在那裏跟你說再見》EP，製作數量1000份，目前已絕版
- 4月：春天吶喊演出，並擺設攤位販售EP及周邊商品
- 6月：吳志寧離團
- 6月：《我會在那裏跟你說再見》EP宣傳巡迴演出
- 6月：參與第一屆草地音樂節演出
- 7月： 舉辦《花草巷弄坐著聽》演唱會，參與樂團友艾可菊斯、絲襪小姐、929樂團、 自然捲、張懸；播放影片《Dudu自轉》紀錄片、《消失在儀表板上的366公車》動畫片。

2006年
- 4月：以《大溪地的夢》作為短片《無人島》之配樂，參與紫絲帶電影節。
- 4月：春天吶喊演出
- 5月：於海蝶唱片錄客電台主持網路電台節目，節目名稱為《村山小學福利社》，介紹絲襪小姐喜愛的音樂人，也進行訪談。
- 5月：吳穎然（Arny，電吉他手兼鍵盤手）及陸伊潔（Riecky，合音及小提琴手）加入
- 6月：鄭捷任（手鼓手兼手風琴手）加入編制
- 8月：以五人編制參與野台開場演出
- 12月：鄭捷任離團
- 12月：參與簡單生活節演出

2007年
- 2月：主唱小龜與鍵盤手Arny製作輔導金短片《木頭人》配樂
- 4月：春天吶喊演出
- 5月：電吉他手黃建勳（小白）加入
- 5月：發行《去旅行現場紀念手作專輯》，限量300份，目前已絕版
- 7月：參與合輯《小草地同學會》
- 7月：第二屆草地音樂節演出
- 8月：台中逍遙音樂町演出
- 12月：台北the wall live house跨年活動演出，陸伊潔離團

2008年
- 1月：四人編制正式底定，開始錄製專輯前之Demo工作帶
- 2月：《去旅行現場紀念手作專輯》入選為誠品十大唱片設計
- 5月：鼓手吳孟諺加入
- 7月：以五人編制參與野台開場演出
- 10月：正式與注意唱片有限公司簽定唱片合約
- 12月：參與第二屆簡單生活節演出

2009年
- 1月：鼓手吳孟諺離團
- 4月：發行《下雨的墾丁》EP
- 6月：參與合輯《小草地三年級：兒歌輕輕唱》，收錄曲見《媽媽的眼睛》
- 8月：發行《去旅行》EP
- 10月：鼓手Zen加入

2010年
- 4月：發行《就等故事都經過》專輯

## 行動主義
絲襪小姐在參加了2012年貢寮國際海洋音樂祭表演時，在手臂和吉他都貼上「核電歸零」標誌，表達反核立場。